# Tomáš Verner
Pour les articles homonymes, voir Verner.
Tomáš Verner, né le 3 juin 1986 à Písek (République tchèque), est un patineur artistique tchèque. Il est neuf fois champion de République tchèque (entre 2002 et 2013) et champion d'Europe en 2008.
Au 6 avril 2010, il est 3e du classement mondial ISU.
Sa première médaille aux championnats d'Europe fut une d'argent, remportée en 2007. C'était la première médaille aux championnats d'Europe provenant d'un patineur tchèque en 15 ans. Sa victoire, en 2008, est survenu 16 ans après la victoire de Petr Barna qui représentait alors la Tchécoslovaquie.
Son frère aîné, Miroslav Verner, était un patineur en couple et a fait de la compétition internationale au niveau junior.

## Biographie

### Carrière sportive
Verner commence sa carrière dans le patinage en 1991, à l'âge de 5 ans, et déménage de sa ville natale à Prague à l'âge de 12 ans, afin de s'entraîner. Il remporte son premier titre national lors de la saison 2001-2002, et représente la République tchèque aux Championnats d'Europe la même année, où il termine à la 14e place, ainsi qu'aux championnats du monde, où il ne réussit pas à se qualifier pour le programme libre. Durant les 4 années qui suivent, Verner ne fait pas mieux qu'une 10e place aux Européens et une 13e aux Mondiaux.
En 2007, Verner s'améliore considérablement par rapport à ses résultats précédents. Aux Championnats d'Europe de Varsovie, il est en tête après le programme court, puis il termine 2e de la compétition derrière Brian Joubert, ce qui fait de lui le premier patineur Tchèque à obtenir une médaille aux Championnats d'Europe depuis 1992. Aux Championnats du monde au Japon, il termine 4e.
En 2008, Verner devient le premier patineur Tchèque à s'imposer aux Européens depuis la victoire de Petr Barna pour la Tchécoslovaquie en 1992. Il est 4e après le programme court des Championnats d'Europe, mais ne termine que 15e après avoir raté plusieurs sauts lors du programme long.
Lors de la saison 2008-2009, Verner participe à la Coupe de Chine et à la Coupe de Russie. Il y termine respectivement troisième et second, se qualifiant ainsi pour la finale du Grand Prix où il se classe 4e. Aux Championnats d'Europe de 2009, Verner établit un nouveau record personnel lors du programme court et est 2e, mais fait plusieurs fautes dans son programme long, ce qui le fera tomber à la 6e place de la compétition.
Au cours de la saison 2009-2010, il participe aux Jeux Olympiques à Vancouver, et n'obtient qu'une décevante 19e place. Pour cause de fatigue, Tomáš Verner annonce qu'il ne participera pas aux Championnats du monde de Turin.
Le tchèque a annoncé son intention d'arrêter sa carrière après les Jeux olympiques d'hiver de 2014 à Sotchi.

## Programmes
| Saison    | Programme Court                                          | Programme Libre                                                                                         | Gala                   |
| --------- | -------------------------------------------------------- | --- | ---------------------- |
| 2010-2011 | Singing in the rain.                                     | Michael Jackson                                                                                         | Michael Jackson Medley |
| 2009-2010 | Zorba le Grec Bande Originale de Mikis Theodorakis       | Le Parrain Bande Originale de Nino Rota et Carmine Coppola                                              | Michael Jackson Medley |
| 2008–2009 | Mélodie en Crépuscule et Gypsy Swing de Django Reinhardt | Medley Tango: Oblivion, Adios Nonino, Libertango de Astor Piazzolla et La Cumparsita de Matos Rodriguez | Michael Jackson Medley |
| 2007–2008 | Mélodie en Crépuscule et Gypsy Swing de Django Reinhardt | Tigre et Dragon Bande Originale de Tan Dun                                                              | Volare des Gipsy Kings |

## Palmarès
| Compétitions                  | 2001    | 2002    | 2003    | 2004    | 2005    | 2006    | 2007    | 2008    | 2009    | 2010    | 2011    | 2012    | 2013    | 2014    |  |
| Jeux olympiques d'hiver       |         |         |         |         |         | 18e     |         |         |         | 19e     |         |         |         | 11e     |  |
| Championnats du monde         |         | 26e     | 22e     | 19e     | 31e     | 13e     | 4e      | 15e     | 4e      | F       | 12e     | 16e     | 21e     | 10e     |  |
| Championnats d'Europe         |         | 14e     | F       | 10e     |         | 10e     | 2e      | 1er     | 6e      | 10e     | 3e      | 5e      | 11e     | 7e      |  |
| Championnats de Tchéquie      | 2e      | 1er     | 1er     | 1er     | F       | 1er     | 1er     | 1er     | F       | 2e      | 1er     | 1er     | 1er     | 1er     |  |
| Championnats du monde juniors | 17e     |         |         | 14e     |         |         |         |         |         |         |         |         |         |         |  |
|                               |         |         |         |         |         |         |         |         |         |         |         |         |         |         |  |
| Grand Prix ISU                | 2000/01 | 2001/02 | 2002/03 | 2003/04 | 2004/05 | 2005/06 | 2006/07 | 2007/08 | 2008/09 | 2009/10 | 2010/11 | 2011/12 | 2012/13 | 2013/14 |  |
| Finale du Grand Prix          |         |         |         |         |         |         |         |         | 4e      | 6e      | 5e      |         |         |         |  |
| Skate America                 |         |         |         |         |         |         |         |         |         | 5e      |         |         | 8e      |         |  |
| Skate Canada                  |         |         |         |         |         |         | 5e      |         |         |         |         |         |         |         |  |
| Coupe de Chine                |         |         |         |         |         |         |         |         | 3e      |         | 3e      |         |         |         |  |
| Trophée de France             |         |         |         |         |         |         |         | 6e      |         | 2e      |         |         | 8e      |         |  |
| Coupe de Russie               |         |         |         |         |         |         | 4e      |         | 2e      |         | 1er     | F       |         |         |  |
| Trophée NHK                   |         |         |         |         |         |         |         | 2e      |         |         |         | 5e      |         |         |  |
| Légende : F = Forfait         |         |         |         |         |         |         |         |         |         |         |         |         |         |         |  |